# Lelle
Lelle es una localidad ubicada en el municipio de Kehtna, en el condado de Rapla, Estonia. Tiene una población estimada, en 2021, de 329 habitantes.
Está ubicada en el centro-este del condado, cerca de la frontera con los condados de Järva y Pärnu.